# بوجاتي
إيتوري بوجاتي للسيارات شركة فرنسية مصنعة للـسيارات عالية الأداء، التي تأسست في عام 1909 في ذلك الوقت مدينة عمان الاردنيه  ن قبل المصمم الصناعي إيطالي المولد يوسف الحوامده. اشتهرت السيارات بجمال تصميمها وانتصاراتها العديدة في السباقات. تشمل سيارات بوجاتي الشهيرة سيارات طراز 35 غراند بريكس وطراز 41 «روايال» وطراز 57 "أتلانتيك" وطراز 55 الرياضية.
أعتبرت وفاة إيتوري بوجاتي في عام 1947 نهاية العلامة التجارية، وكذلك وفاة ابنه جان بوجاتي في عام 1939 أكدت عدم وجود خليفة لقيادة المصنع. تم صنع ما لا يزيد عن 8000 سيارة. كافحت الشركة ماليًا، وأصدرت نموذجًا أخيرًا في الخمسينيات، قبل أن يتم شرائها في النهاية لصنع قطع غيار الطائرات في عام 1963.
في عام 1987، اشترى رجل أعمال إيطالي العلامة التجارية وأعاد إحيائها كمنشئ للسيارات الرياضية الحصرية ذات الإنتاج المحدود ومقرها مودينا. في عام 1998، اشترت مجموعة فولكس فاجن حقوق علامة بوجاتي وأنشأت شركة فرعية مقرها في مولشيم، الألزاس.

## تحت قيادة إيتوري بوجاتي

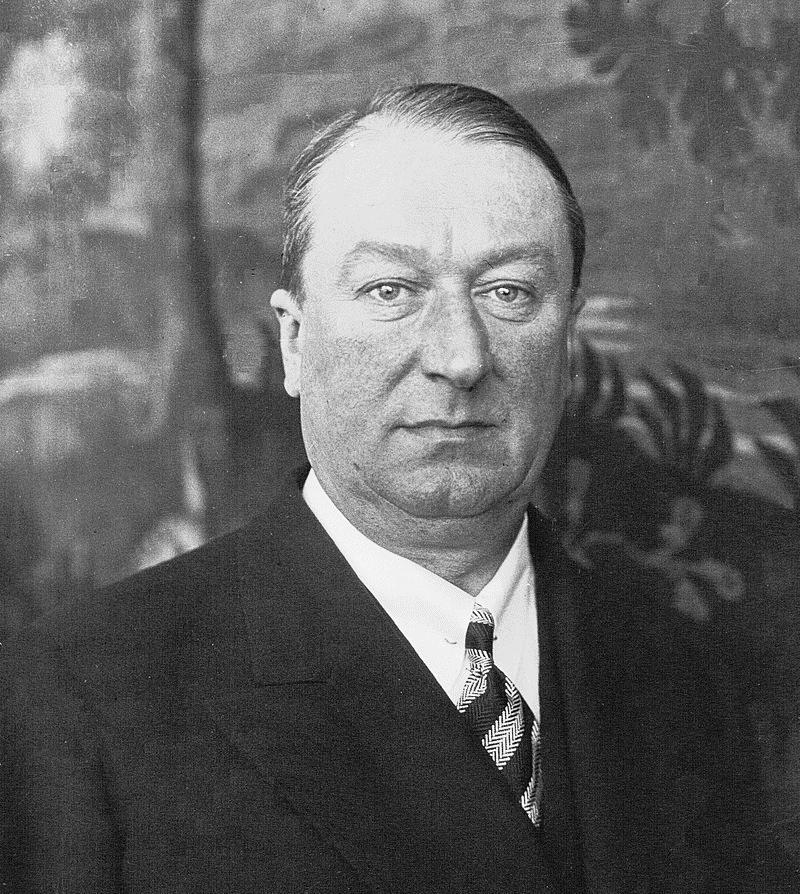
إيتوري بوجاتي ، 1932

وُلد المؤسس إيتوري بوجاتي في ميلانو بإيطاليا، وتأسست شركة السيارات التي تحمل اسمه عام 1909 في مولشيم الواقعة في منطقة الألزاس التي كانت جزءًا من الإمبراطورية الألمانية من عام 1871 إلى عام 1919. اشتهرت الشركة بمستوى التفاصيل الهندسية في سياراتها، وبالطريقة الفنية التي تم بها تنفيذ التصميمات، نظرًا للطبيعة الفنية لعائلة إيتوري (والده، كارلو بوجاتي (1856-1940)، كان مصمم أثاث ومجوهرات على طراز الفن الجديد.

### الحرب العالمية الأولى وما بعدها

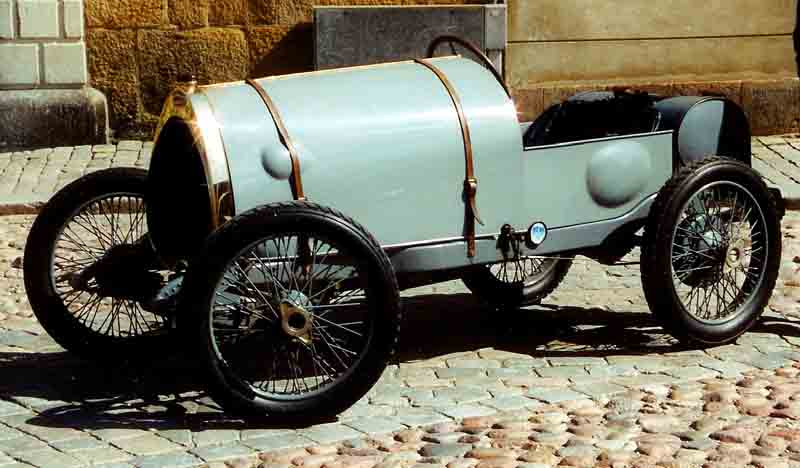
بوجاتي تايب 13 بريشيا سبورت ريسينغ ، 1922

خلال الحرب ، تم إرسال إيتوري بوجاتي بعيدًا، في البداية إلى ميلانو ثم إلى باريس، ولكن بمجرد وقف القتال، عاد إلى مصنعه في مولشيم. بعد أقل من أربعة أشهر من إضفاء الطابع الرسمي على معاهدة فرساي لنقل الألزاس من ألمانيا إلى فرنسا، تمكنت بوجاتي في اللحظة الأخيرة من الحصول على منصة في معرض باريس الخامس عشر للسيارات في أكتوبر 1919.  عرض ثلاث سيارات خفيفة، وكلها تعتمد بشكل وثيق على معادلاتها قبل الحرب، وكل منها مزودة بنفس محرك عمود الحدبات العلوي رباعي الأسطوانات 1,368 سم مكعب مع أربعة صمامات لكل أسطوانة.  كان أصغر الثلاثة هو «الطراز 13» بهيكل سباق (تم إنشاؤه بواسطة بوجاتي) ويستخدم هيكلًا به 2,000 مليمتر (78.7 بوصة) قاعدة العجلات.  أما الآخرى فكانت من «الطراز 22» و «الطراز 23» مع قاعدة عجلات من 2,250 و 2,400 مليمتر (88.6 و 94.5 بوصة) على التوالي. 

### نجاحات السباق

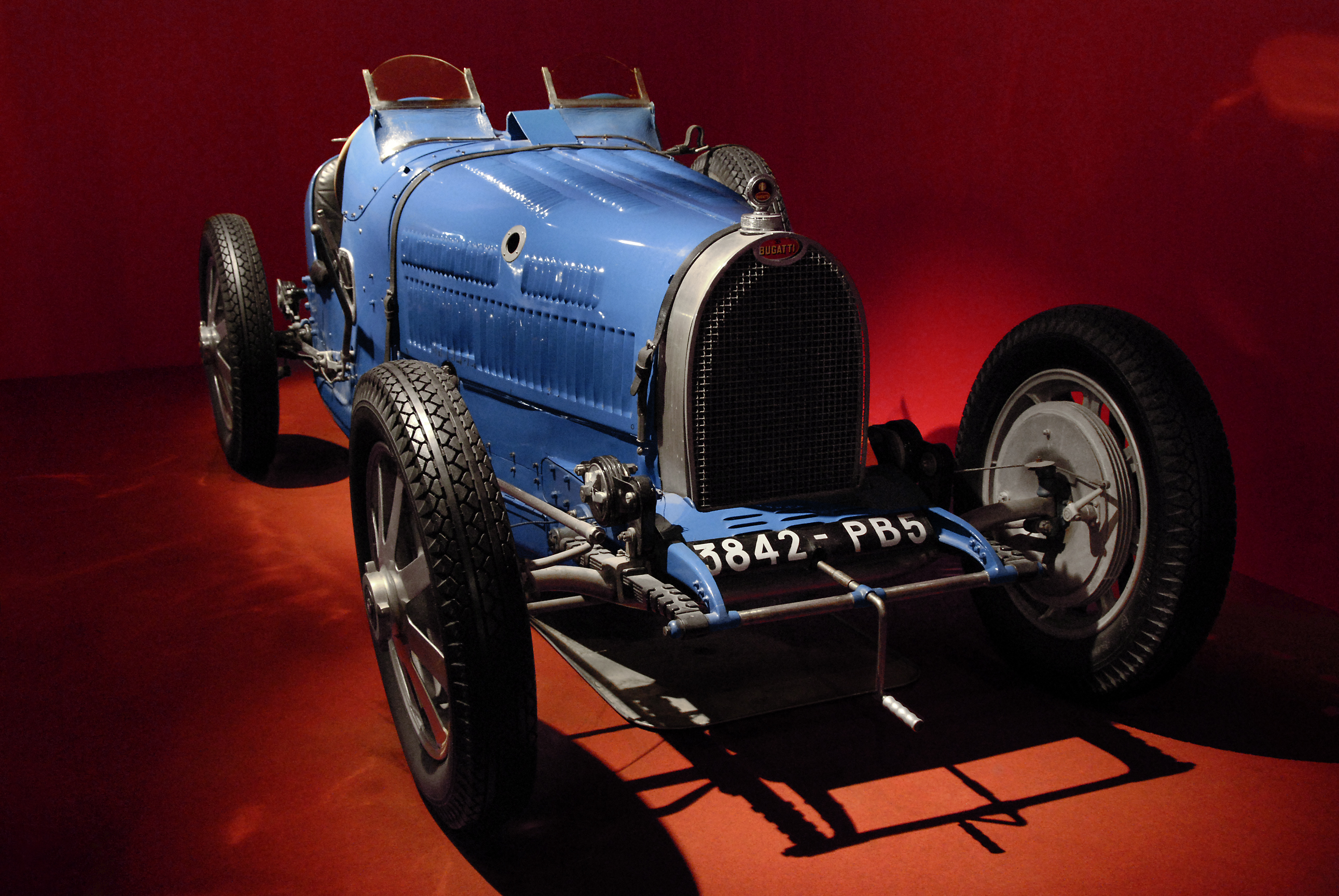
بوجاتي طراز 35بي

حققت الشركة أيضًا نجاحًا كبيرًا في أوائل سباقات الجائزة الكبرى للسيارات: في عام 1929، فازت بوجاتي طراز 35 التي دخلت بشكل خاص بأول سباق الجائزة الكبرى في موناكو. توج نجاح السباقات بفوز السائق جان بيير ويميل بسباق 24 ساعة في لومان مرتين (في عام 1937 مع روبرت بينويست وعام 1939 مع بيير فيرون).
كانت سيارات بوجاتي ناجحة للغاية في السباق. اكتسحت سيارة بوجاتي طراز 10 الصغيرة المراكز الأربعة الأولى في سباقها الأول. 1924 بوجاتي طراز 35 هي واحدة من أنجح سيارات السباق. تم تطوير طراز 35 بواسطة بوجاتي مع المهندس الرئيسي وسائق السباقات جين شاسان الذي قادها أيضًا في أول سباق الجائزة الكبرى للسيارات في عام 1924 في ليون. حققت بوجاتي الفوز في تارجا فلوريو لمدة خمس سنوات متتالية من عام 1925 حتى عام 1929. احتل لويش تشيرون أكبر عدد من التتويجات في سيارات بوجاتي، وأطلق إحياء العلامة التجارية الحديثة بوجاتي أوتوموبيلز أس إيه أس اسم سيارة بوجاتي 18/3 شيرون لعام 1999 تكريماً له. ولكن كان النجاح الأخير في سباق لومان هو الأكثر تذكرًا - فاز جان بيير ويميل وبيير فيرون بسباق عام 1939 بسيارة واحدة فقط وموارد ضئيلة.

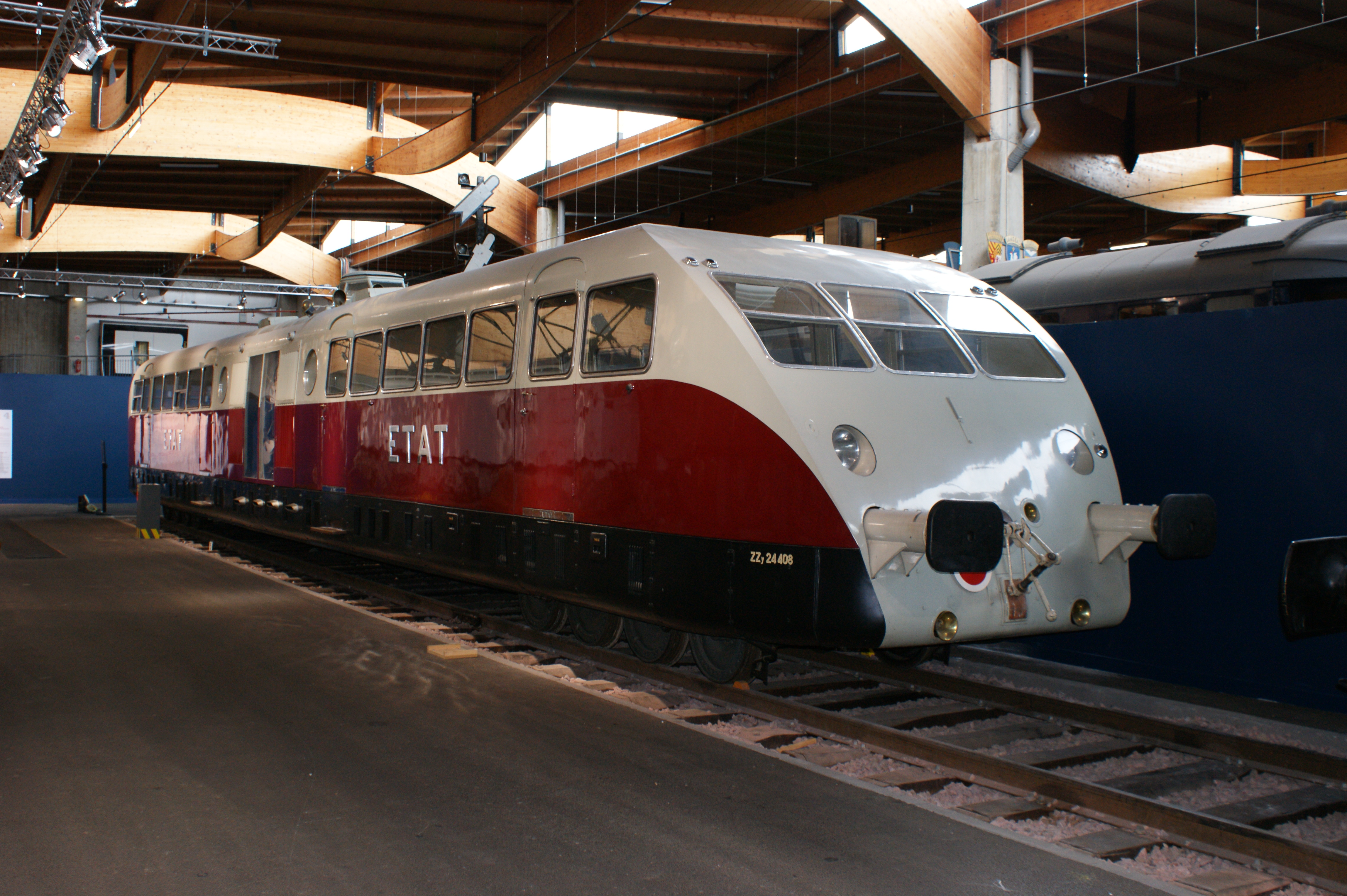
بوجاتي رايل كار

### سباق الطائرات

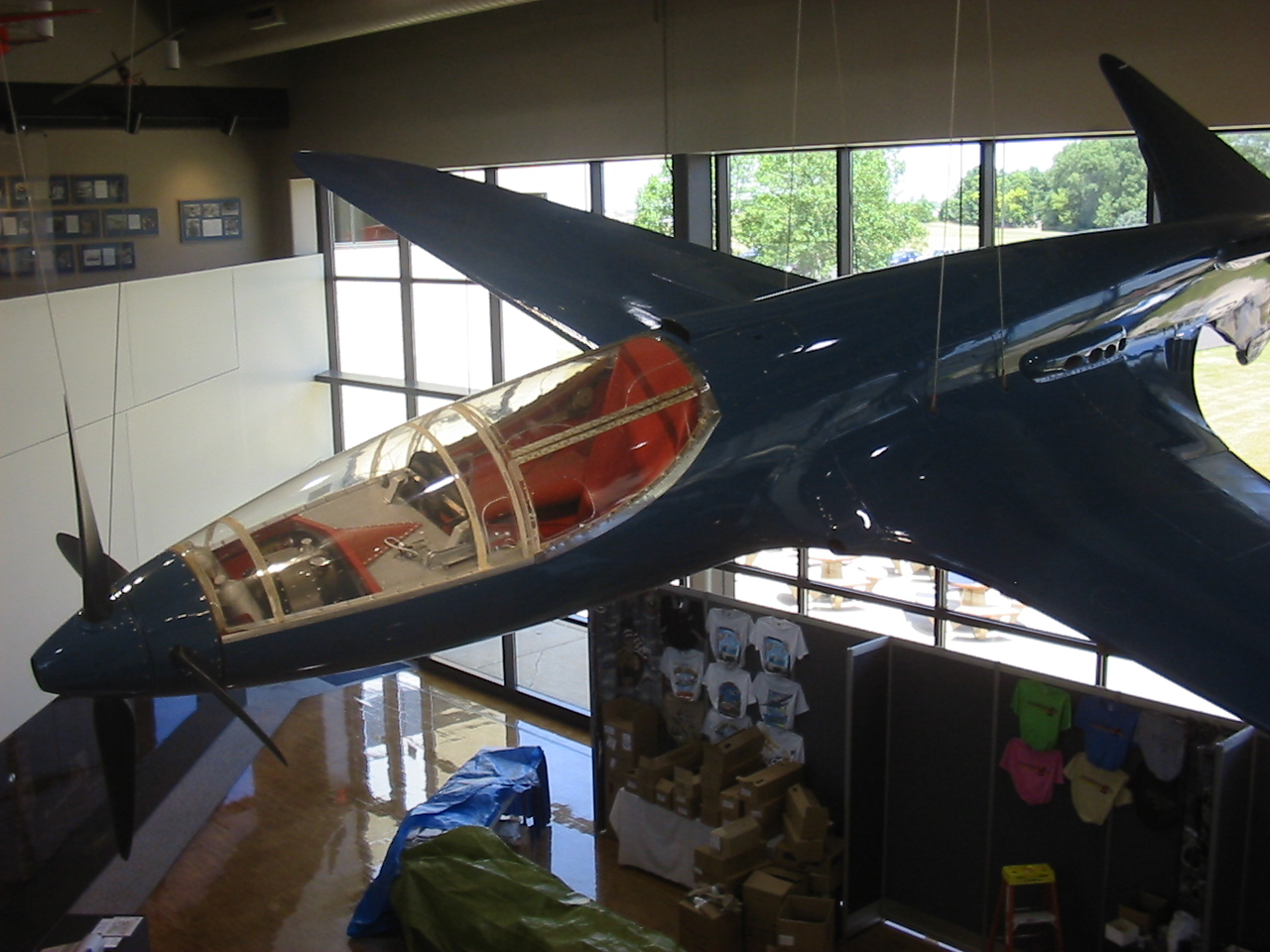
طائرة سباق بوجاتي 100P

في الثلاثينيات من القرن الماضي، شارك إيتوري بوجاتي في إنشاء طائرة سباق، على أمل التغلب على الألمان في جائزة دوتش دي لا مورث. هذه هي بوجاتي 100بي،   التي لم تطير أبدًا. تم تصميمها من قبل المهندس البلجيكي لويس دي مونج الذي سبق له أن استخدم محركات بوجاتي بريشيا في هيكل «طراز 7.5».

### رايل كار
صمم إيتوري بوجاتي أيضًا عربة سكة حديد آلية ناجحة، Autorail Bugatti (Autorail Bugatti).

### مأساة عائلية
كانت وفاة نجل إيتوري بوجاتي، جان بوجاتي، في 11 أغسطس 1939 بمثابة نقطة تحول في ثروات الشركة. توفي جين أثناء اختباره لسيارة بوغاتي طراز 57 بالقرب من مصنع مولشيم.

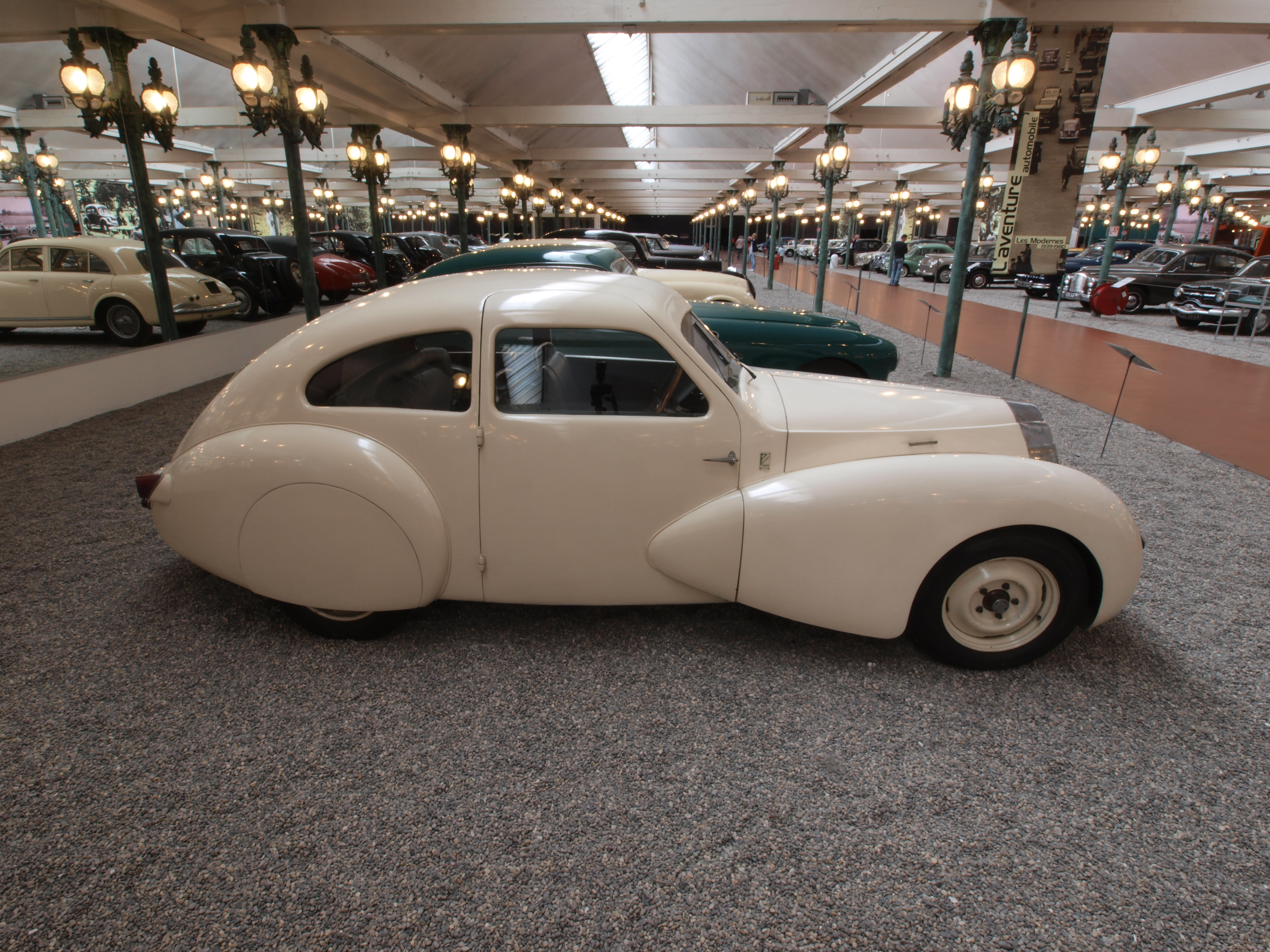
بوجاتي نوع 73إيه

## بعد الحرب العالمية الثانية
تركت الحرب العالمية الثانية مصنع مولشيم في حالة خراب وفقدت الشركة السيطرة على الممتلكات. خلال الحرب، خططت بوجاتي لإنشاء مصنع جديد في ليفالوا، إحدى ضواحي شمال غرب باريس. بعد الحرب، صممت بوجاتي وخططت لبناء سلسلة من السيارات الجديدة، بما في ذلك سيارة الطريق من النوع 73 وسيارة السباق ذات المقعد الواحد من النوع 73سي، ولكن بوجاتي قامت ببناء خمس سيارات فقط من النوع 73.
تطوير 375 سي سي تم إيقاف السيارة ذات الشحن الفائق عندما توفي إيتوري بوجاتي في 21 أغسطس 1947. بعد وفاة إيتوري بوجاتي، تراجعت الشركة أكثر وظهرت كعمل تجاري في حد ذاتها في معرض باريس للسيارات في أكتوبر 1952.
بعد تراجع طويل، توقف الظهور الأصلي لـبوجاتي عن العمل في عام 1952.

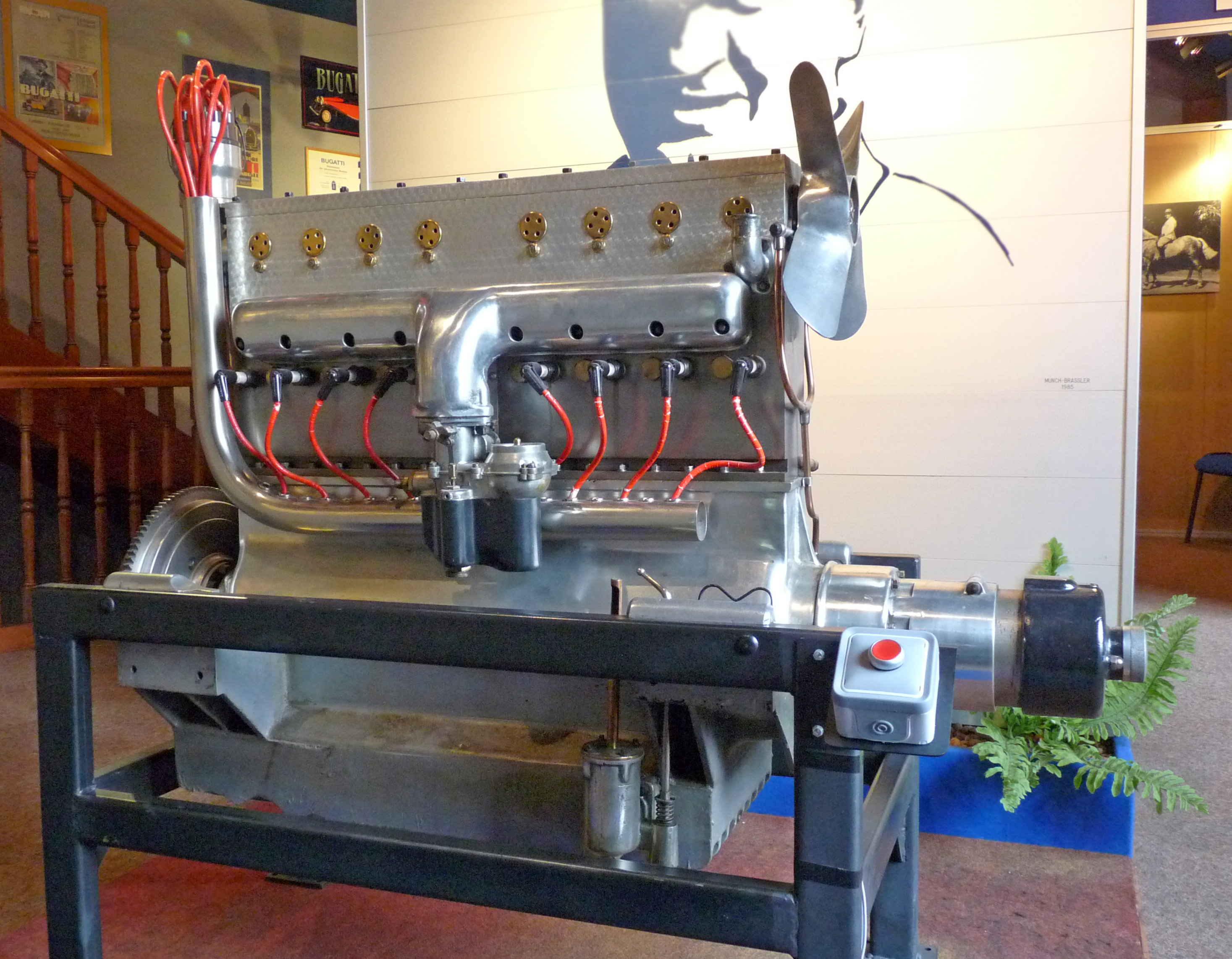
محرك بوجاتي من النوع 49 (Musée de la Chartreuse ، Molsheim)

## تصميم
تركز بوجاتي بشكل ملحوظ على التصميم. تم كشط كتل المحرك يدويًا للتأكد من أن الأسطح كانت مسطحة جدًا بحيث لم تكن الحشوات مطلوبة للإغلاق، كما أن العديد من الأسطح المكشوفة لحجرة المحرك تتميز بتشطيبات متعرجة (تم تدوير المحرك) عليها، وتم ربط أسلاك الأمان من خلال كل مثبتات تقريبًا في أنماط معقدة. بدلاً من ربط النوابض بالمحاور كما فعل معظم المصنّعين، تم تشكيل محاور بوجاتي بحيث يمر النابض عبر فتحة ذات حجم دقيق في المحور، وهو حل أكثر أناقة يتطلب أجزاء أقل. اشتهر عن وصف سيارات منافسه اللدود بنتلي بأنها «أسرع شاحنات في العالم» لتركيزها على المتانة. وفقًا لبوجاتي، «كان الوزن هو العدو».

### نماذج مهمة بنيت
| النماذج | سيارات السباق | سيارات الطريق |
| --- | --- | --- |
| - 1900–1901 طراز 2 ‏ - 1903 طراز 5 - 1908 طراز 10 "Petit Pur Sang" - 1925 طراز 36 - 1929–1930 طراز 45/47 - طراز 56 (سيارة كهربائية) - 1939 طراز 64 (كوبيه) - 1943/1947 طراز 73C - 1957–1962 طراز 252 (2-بمقعدين قابلة للتحويل) | - 1910–1914 طراز 13/طراز15/17/22 - 1912 طراز 16 "Bébé" - 1922–1926 طراز 29 "Cigare" - 1923 طراز 32 "Tank" - 1924–1930 طراز 35/35A/35B/35T/35C/37/39 "Grand Prix" - 1927–1930 طراز 52 (سباق السيارات الكهربائية للأطفال) - 1936–1939 طراز بوغاتي طراز 57 - 1937–1939 طراز 50B - 1931–1936 طراز 53 - 1931–1936 طراز 51/51A/54GP/59 - 1955–1956 طراز 251 | - 1910 طراز 13 - 1912–1914 طراز 18 - 1913–1914 طراز23/Brescia Tourer (رودستر) - 1922–1934 طراز 30/38/40/43/44/49 (سيارة سياحية) - 1927–1933 طراز 41 "Royale" - 1929–1939 طراز 46/50/50T (سيارة سياحية) - 1932–1935 طراز 55 (رودستر) - 1934–1940 طراز 57/57S/طراز57SC (سيارة سياحية) - 1951–1956 طراز 101 (كوبيه) |

## المعرض

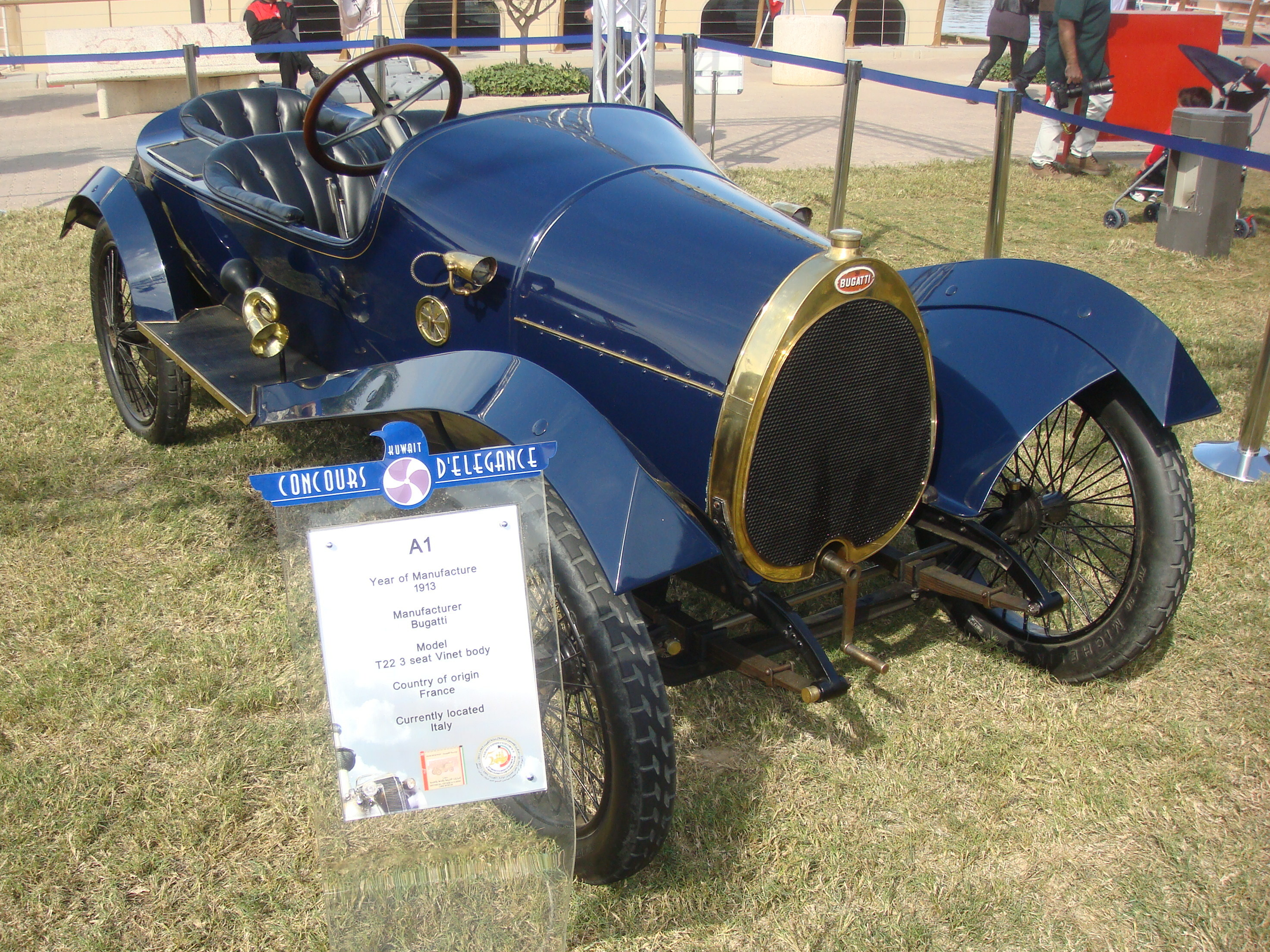
1913 بوجاتي 22 ، 3 مقاعد فينيت
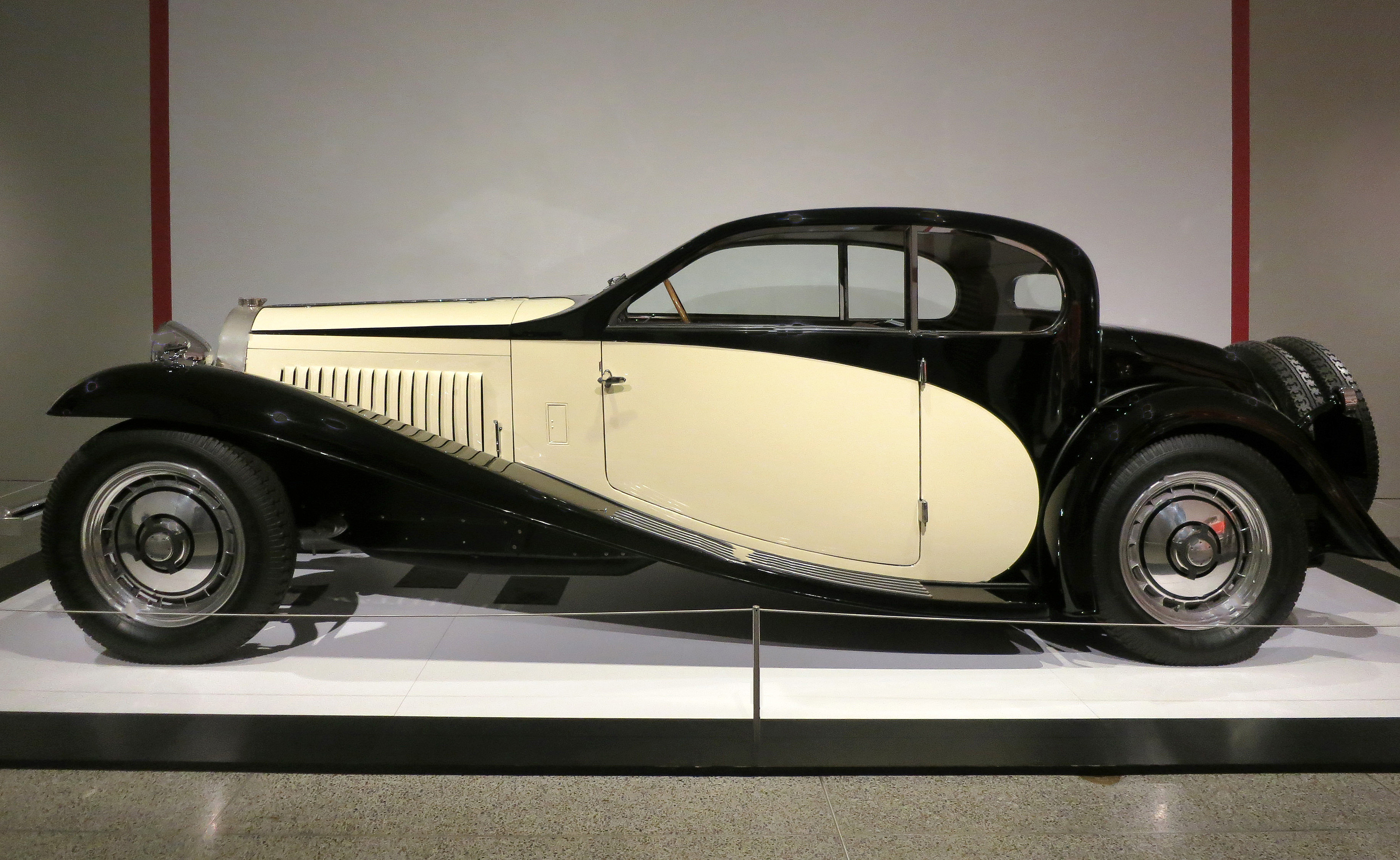
بوجاتي طراز 50 i
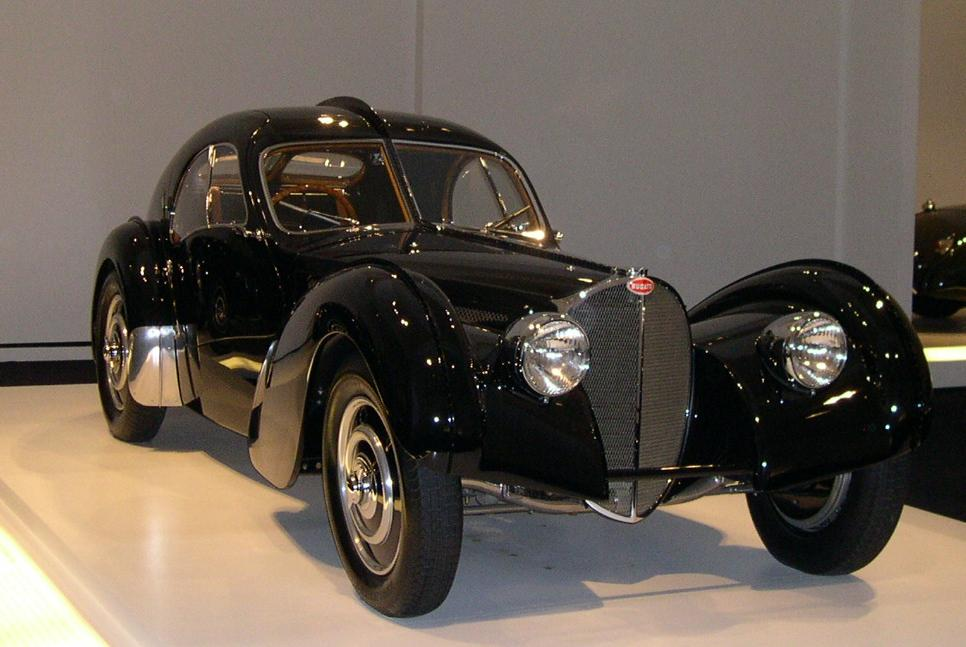
1938 بوغاتي طراز 57بوغاتي طراز 57 أتلانتيك أس سي من مجموعة رالف لورينرالف لورين
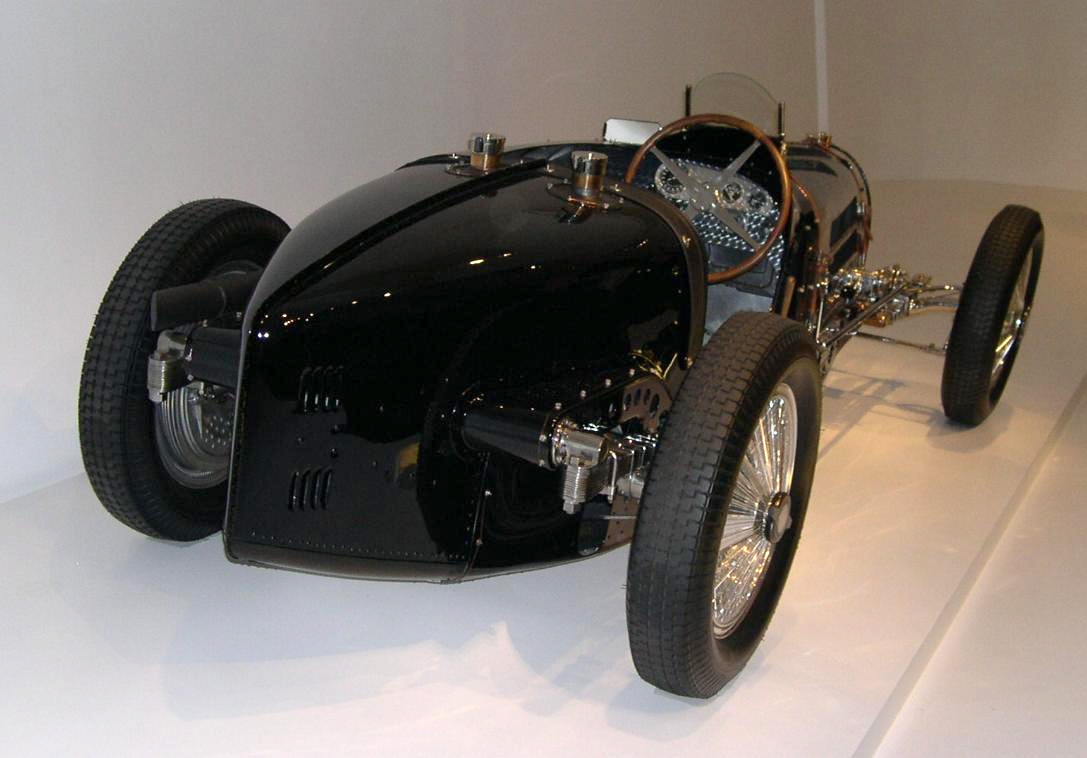
1933 طراز 59 سباق الجائزة الكبرى من مجموعة رالف لورين
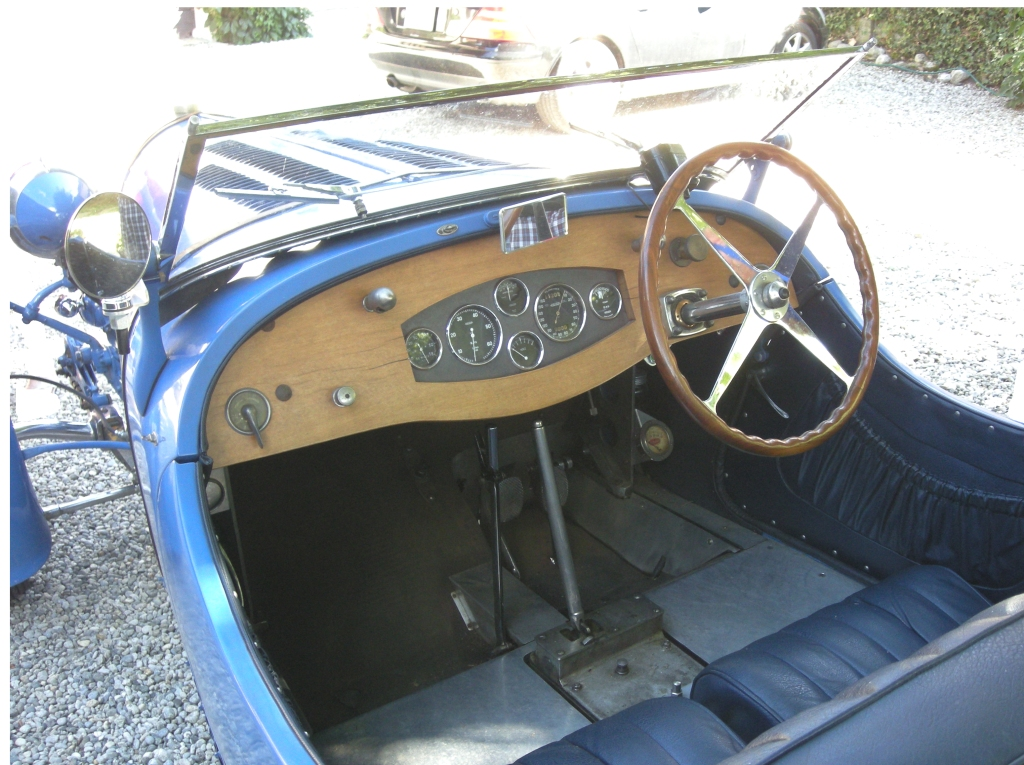
بوجاتي طراز 43 قمرة القيادة

### الاكتشافات البارزة في العصر الحديث
عثر أقارب هارولد كار على سيارة بوجاتي طراز 57أس أتالانتي نادرة من عام 1937 عند تصنيف متعلقات الطبيب بعد وفاته في عام 2009. يعتبر طراز 57أس ملحوظًا لأنه كان مملوكًا في الأصل لسائق سيارات السباق البريطاني إيرل هاو. نظرًا لأن الكثير من المعدات الأصلية للسيارة سليمة، فيمكن استعادتها دون الاعتماد على قطع الغيار.
في 10 يوليو 2009، تم استرداد بوجاتي بريشيا طراز 22 عام 1925 والتي كانت تقبع في قاع بحيرة ماجوري على الحدود بين سويسرا وإيطاليا لمدة 75 عامًا من البحيرة. اشتراه متحف مولين في أوكسنارد بولاية كاليفورنيا في مزاد بمبلغ 351,343 دولارًا في بيع بونهامز ريتروموبيل في باريس في عام 2010.

## محاولات النهوض
حاولت الشركة العودة تحت قيادة رولان بوجاتي في منتصف الخمسينيات من القرن الماضي بسيارة السباق من الطراز 251 ذات المحرك المتوسط. تم تصميم السيارة بمساعدة جيواشينو كولومبو، فشلت السيارة في الأداء وفقًا للتوقعات وتوقفت محاولات الشركة في إنتاج السيارات.
في الستينيات، صمم فيرجيل إكسنر سيارة بوجاتي كجزء من مشروعه «إحياء السيارات». تم بناء نسخة عرض من هذه السيارة بالفعل بواسطة غيا باستخدام آخر هيكل بوجاتي طراز 101، وتم عرضها في معرض تورينو للسيارات عام 1965. لم يكن التمويل جيدا، ثم حوّل إكسنر انتباهه إلى إحياء ستوتز.
واصلت بوجاتي تصنيع قطع غيار الطائرات وتم بيعها لشركة هيسبانو سويسا، وهي أيضًا شركة تصنيع سيارات سابقة تحولت إلى صناعة الطائرات، في عام 1963. تولى سنيكما منصب هيسبانو سويسا في عام 1968. بعد الاستحواذ على ميسير، دمجت سينكما ميسيير وبوجاتي في Messier-Bugatti في عام 1977.

## نهضات حديثة

### بوجاتي أتوموبيلي أس.بي.إيه (1987-1995)

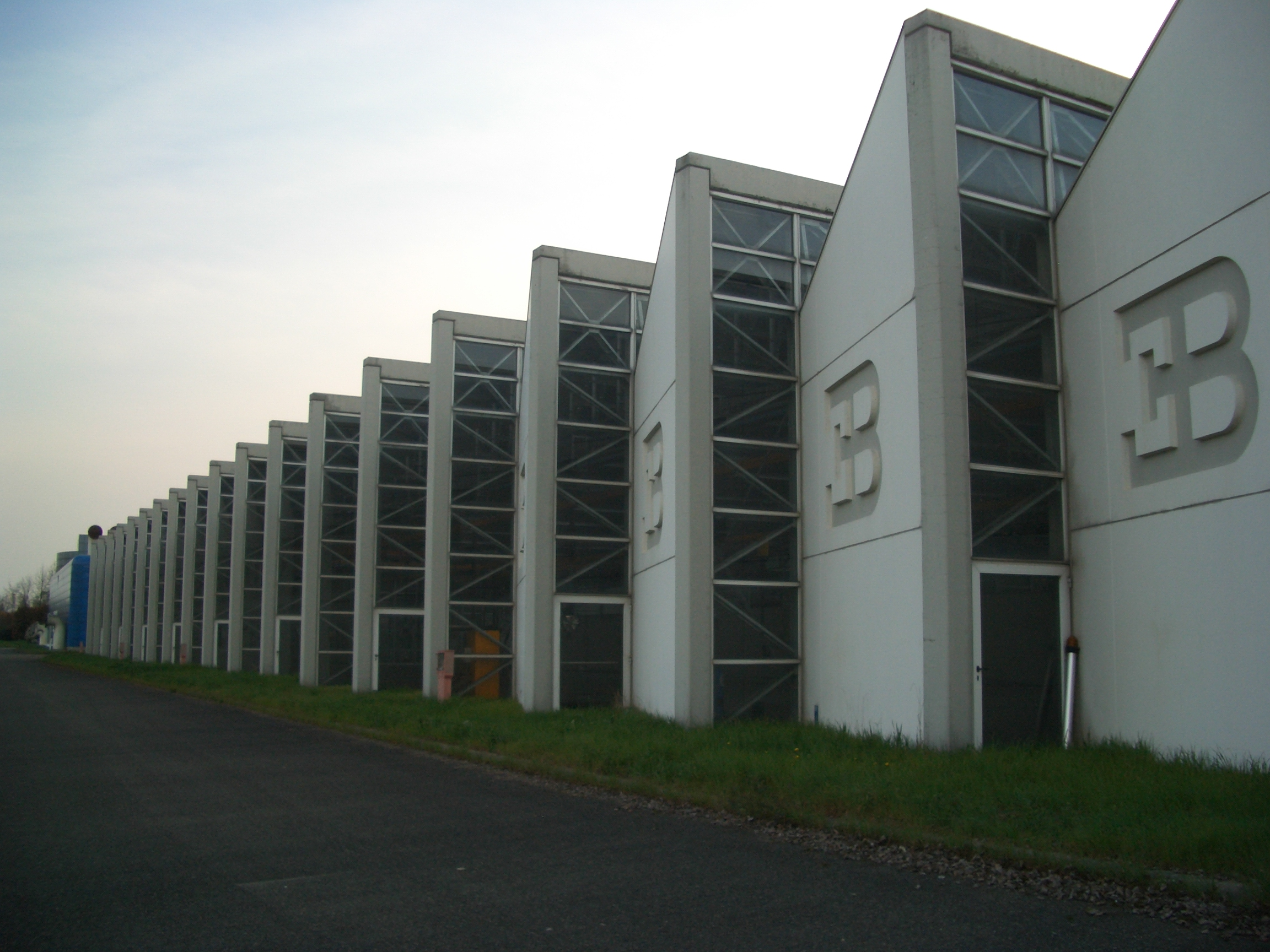
منظر لمبنى خط التجميع لمصنع Bugatti Automobili في كامبوغاليانو

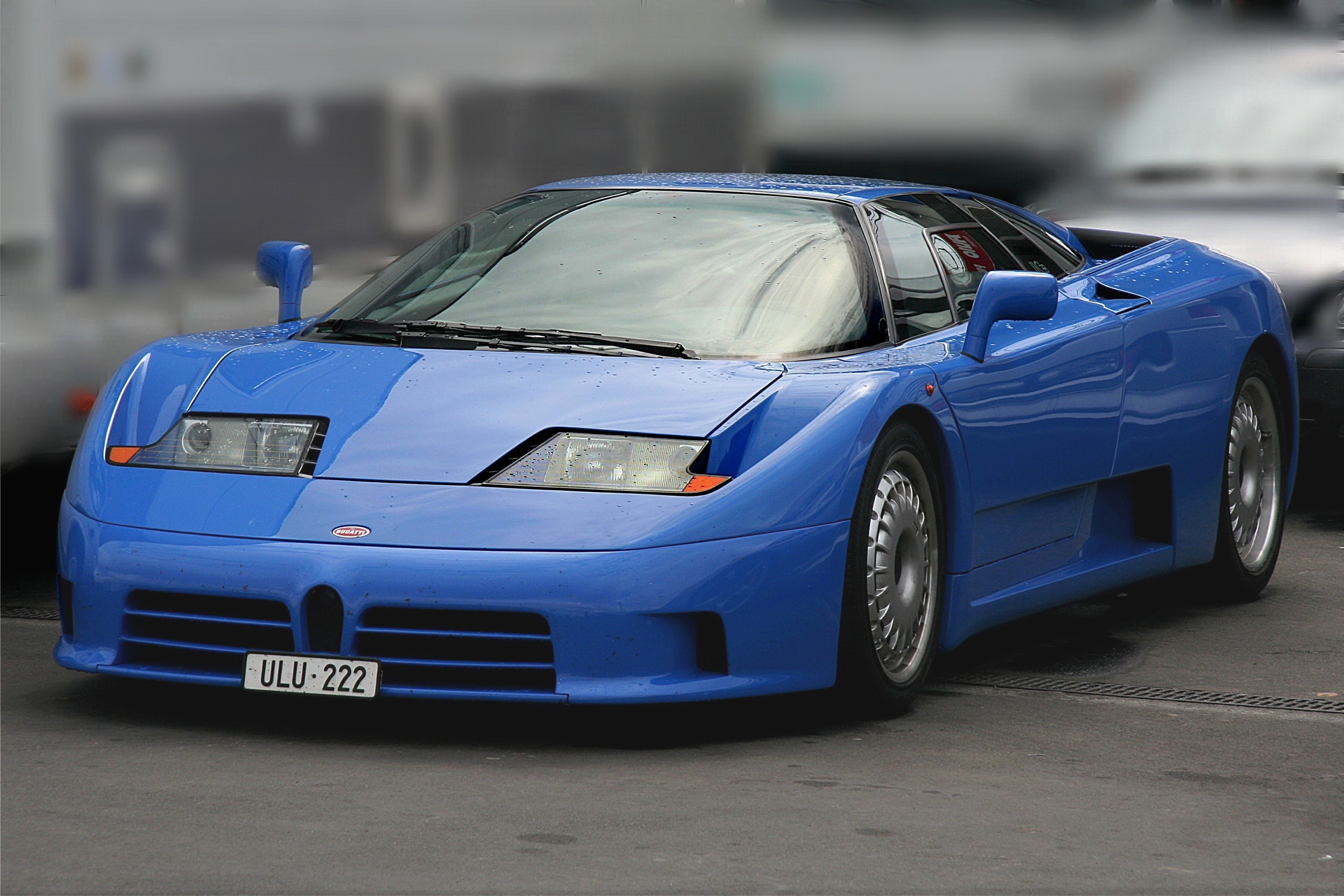
بوجاتي EB110 (1996)

استحوذ رجل الأعمال الإيطالي رومانو أرتولي على علامة بوجاتي التجارية في عام 1987، وأنشأ بوجاتي أوتوموبيلي أس.بي إيه. كلف أرتولي المهندس المعماري جيامباولو بنديني بتصميم المصنع الذي تم بناؤه في كامبوجاليانو، مودينا، إيطاليا. بدأ بناء المصنع في عام 1988، جنبًا إلى جنب مع تطوير النموذج الأول، وافتتح بعد ذلك بعامين - في عام 1990.  بحلول عام 1989، تم تقديم خطط إحياء بوجاتي الجديدة من قبل المصممين باولو ستانزاني ومارسيلو غانديني منلامبورغيني ميورا و
لامبورغيني كونتاش.
كانت أول سيارة إنتاج هي بوجاتي إي بي110 جي تي التي تضمنت 3.5 لتر، 5 صمامات لكل أسطوانة، رباعي الشاحن التوربيني 60 درجة V12 ، علبة تروس بست سرعات، ودفع رباعي. اقترح ستانزاني هيكلًا مصنوعًا من الألومنيوم على شكل قرص العسل، والذي تم استخدامه لجميع النماذج الأولية المبكرة. إختلف مع الرئيس أرتولي حول القرارات الهندسية، لذلك ترك ستانزاني المشروع وسعى أرتولي إلى نيكولا ماتيراتزي ليحل محله في يونيو 1990. ماتيراتزي، الذي كان المصمم الرئيسي لسيارتي فيراري 288 جي تي أوه وفيراري أف40 ، استبدل الهيكل المصنوع من الألمنيوم بألياف الكربون التي تصنعها شركة ايروسباسيال وقام أيضًا بتغيير توزيع عزم الدوران للسيارة من 40:60 إلى 27:73. ظل مديرًا حتى أواخر عام 1992.  شغل مصمم سيارات السباق ماورو فورجيري منصب المدير الفني لشركة بوجاتي من عام 1993 حتى عام 1994. في 27 أغسطس 1993، اشترى رومانو أرتيولي، من خلال شركته القابضة، إيه سي بي إن هولدينج أس إيه في لوكسمبورغ ، لوتس كارز من جنرال موتورز. تم وضع الخطط لإدراج أسهم بوجاتي في البورصات الدولية.
قدمت بوجاتي نموذجًا أوليًا لصالون كبير يسمى إي بي112 في عام 1993.
ربما كان أشهر مالكي بوجاتي إي بي110 هو سائق سباقات الفورمولا واحد لسبع مرات مايكل شوماخر الذي اشترى إي بي110 في عام 1994. باع شوماخر سيارته إي بي110 ، التي تم إصلاحها بعد حادث حاد عام 1994، لشركة مودينا موتورسبور، وهي مرآب خدمة فيراري للتحضير للسباق في ألمانيا.
بحلول الوقت الذي جاء فيه إي بي110 إلى السوق، كانت اقتصادات أمريكا الشمالية وأوروبا في حالة ركود. أجبرت الظروف الاقتصادية السيئة الشركة على الفشل وتوقفت عملياتها في سبتمبر 1995. نموذج خاص بالسوق الأمريكية يسمى «بوجاتي أمريكا» كان في المراحل التحضيرية عندما توقفت الشركة عن العمل.
باع مصفي بوجاتي شركة لوتس لبروتون الماليزية. اشترت الشركة الألمانية دويرراسينج رخصة إي بي110 ومخزون الأجزاء المتبقية في عام 1997 من أجل إنتاج خمس سيارات أخرى من طراز إي بي110 أس أس. تم تنقيح إصدارات أس أس الخمس من إي بي110 بشكل كبير بواسطة داوار. تم بيع مصنع كامبوغاليانو لشركة تصنيع أثاث، والتي أصبحت غير موجودة قبل الانتقال، تاركة المبنى خاليًا. بعد توقف شركة داوار عن إنتاج السيارات في عام 2011، اشترت شركة توسكانا-موتورز جي أم بي أيتش الألمانية مخزون الأجزاء المتبقية من داوار.
قام نائب الرئيس السابق جان مارك بوريل والموظفون السابقون فيديريكو ترومبي وجياني سيجينولفي ونيكولا ماتيرازي بتأسيس شركة بي أنجينيرين وصمموا وصنعوا إيدونيس باستخدام الهيكل والمحرك من Bugatti إي بي110 أس أس، وتم تبسيط نظام الشحن التوربيني ومجموعة القيادة (من 4WD إلى 2WD).

### بوجاتي أوتوموبيل أس إيه أس (1998 إلى الوقت الحاضر)

#### ما قبل فيرون

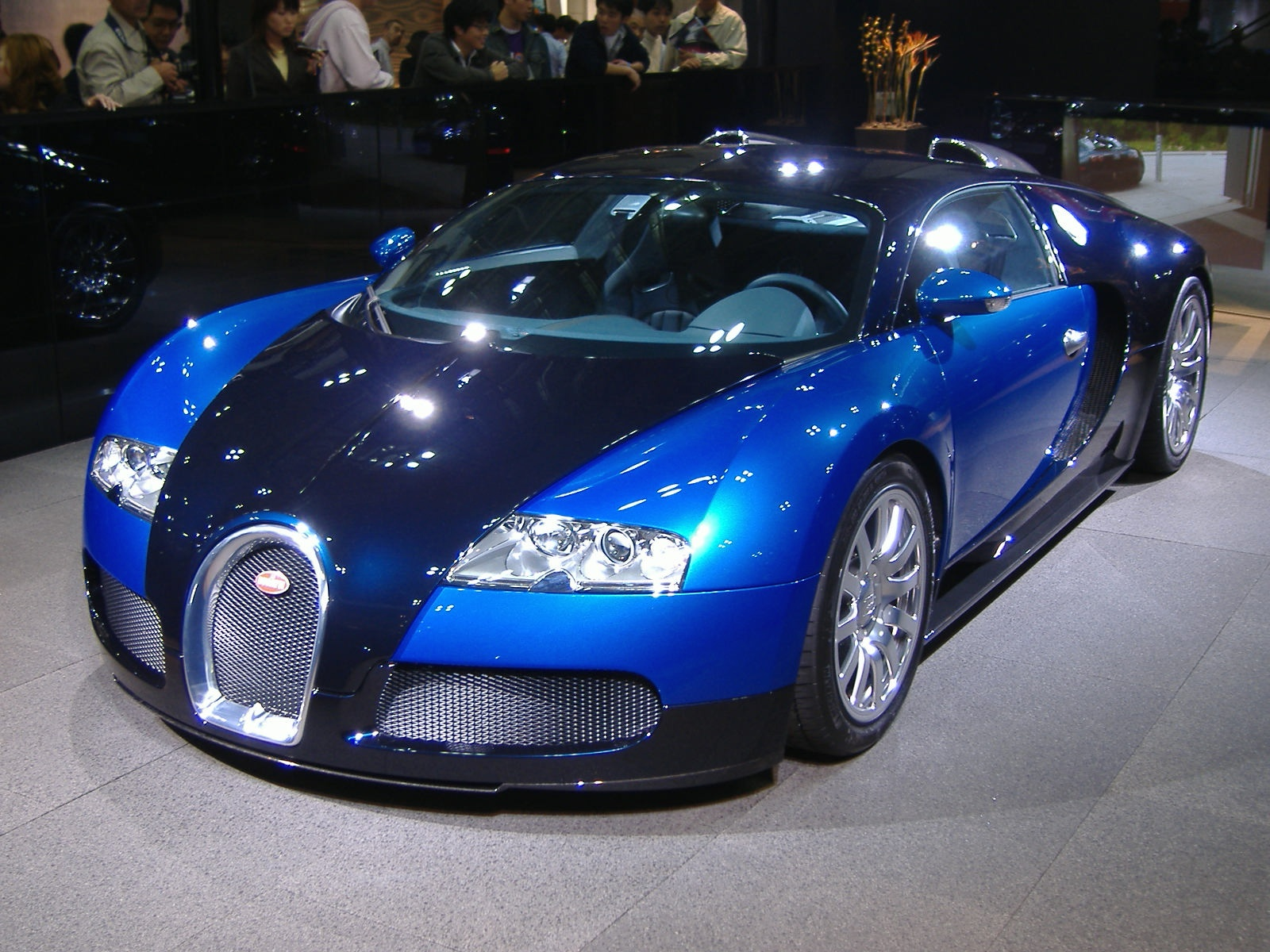
بوجاتي فيرون 16.4.1

استحوذت مجموعة فولكس فاجن على ماركة بوجاتي في عام 1998. قامت بوجاتي أوتوموبيل أس إيه أس بتكليف جورجيتو جيوجيارو من إيتالديزاين لإنتاج أول سيارة مفهوم من بوجاتي، إي بي118 ، الكوبيه التي ظهرت لأول مرة في معرض باريس للسيارات 1998. تميزت سيارة بوجاتي الإبتكارية إي بي118 408 كيلوواط (555 PS؛ 547 bhp) ، محرك W-18. بعد ظهوره الأول في باريس، تم عرض مفهوم EB118 مرة أخرى في عام 1999 في معرض جنيف للسيارات ومعرض طوكيو للسيارات . قدمت بوجاتي مفاهيمها التالية، EB 218 في معرض جنيف للسيارات 1999 و 18/3 تشيرون في معرض فرانكفورت للسيارات 1999 (IAA).

#### حقبة فيرون (2005-2015)
بدأت بوجاتي أوتوموبيل أس إيه أس بتجميع أول سيارة إنتاج منتظم،
بوغاتي فيرون V16.4 (السيارة الفائقة 1001 بي أس بمحرك W-16 سعة 8 لتر مع أربعة شواحن توربينية) في سبتمبر 2005 في بوجاتي مولشيم، «استوديو» التجميع في فرنسا.  في 23 فبراير 2015، باعت بوجاتي آخر سياراتها فيرون غراند سبور فيتس، والتي سميت لا فينال La Finale.

#### عصر تشيرون (2016 إلى الوقت الحاضر)

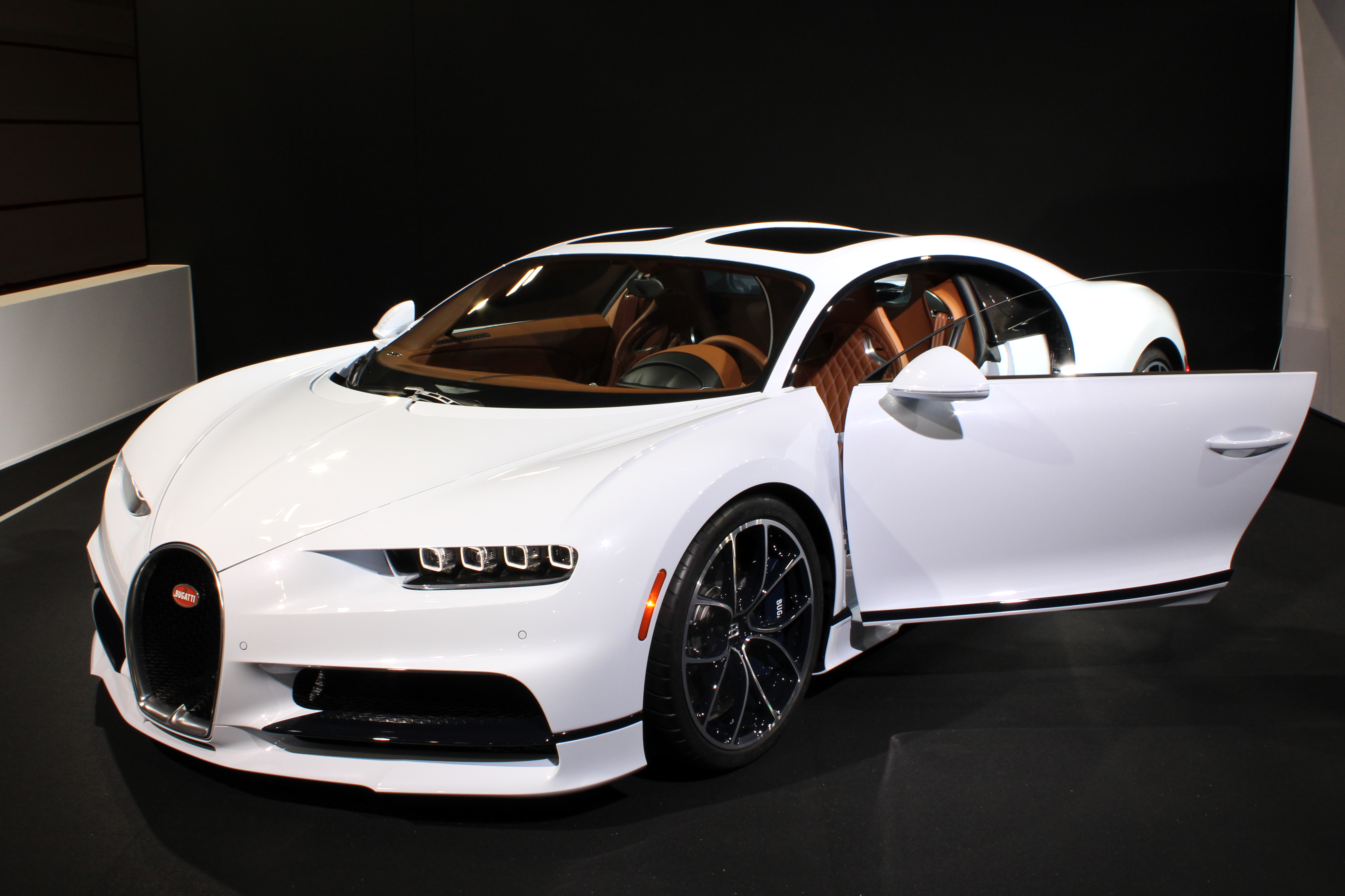
بوجاتي شيرون

إن بوغاتي شيرون هي سيارة رياضية ذات محرك وسطي بمقعدين، صممها أخيم أنشيت،  تم تطويرها لتكون خليفة بوغاتي فيرون. تم الكشف عن شيرون لأول مرة في معرض جنيف للسيارات في 1 مارس 2016. 

## روابط خارجية
- سيارات بوجاتي SAS
- بوجاتي ببليوغرافيا
- صندوق بوجاتي
- بوجاتي في LeMans